# Марія Тереза Бурбон-Сицилійська (1867—1909)
Марія Тереза Маддалена Бурбон-Сицилійська (італ. Maria Teresa Maddalena di Borbone delle Due Sicilie), (нар. 15 січня 1867 — пом. 1 березня 1909) — принцеса Обох Сицилій, донька принца Людовіка Сицилійського, графа де Трані, та баварської принцеси Матильди Людовіки, дружина принца Вільгельма Гогенцоллерна.

## Біографія
Марія Тереза народилася 15 січня 1867 у Цюриху в Швейцарії. Вона стала єдиною дитиною в родині принца Людовіка Сицилійського, графа де Трані, та принцеси Матильди Людовіки Баварської, народившись за п'ять років після їхнього весілля. В сімейному колі дівчинку кликали «Маді»
Шлюб батьків був нещасливим. Батько пиячив та вів розгульний спосіб життя. У 1869 в нього народися позашлюбний син Карл. Матір також мала коханців. Вона народила позашлюбну доньку від іспанського дипломата ще до народження Марії Терези. Загалом надавала перевагу окремому проживанню із чоловіком і часто подорожувала. Точна дата смерті Людовіка де Трані невідома, є дані про його смерть у Парижі від хвороби у 1886, а також про самогубство в озері Цуг у 1878 році.

Марія Тереза виховувалася у Баден-Бадені, де навчалася у коледжі Вікторії Шлоберг. Звідти вона писала численні листи до батьків. Дівчинка володіла французькою, німецькою, італійською та англійською мовами. Близько товаришувала зі своєю кузиною Марією Валерією.

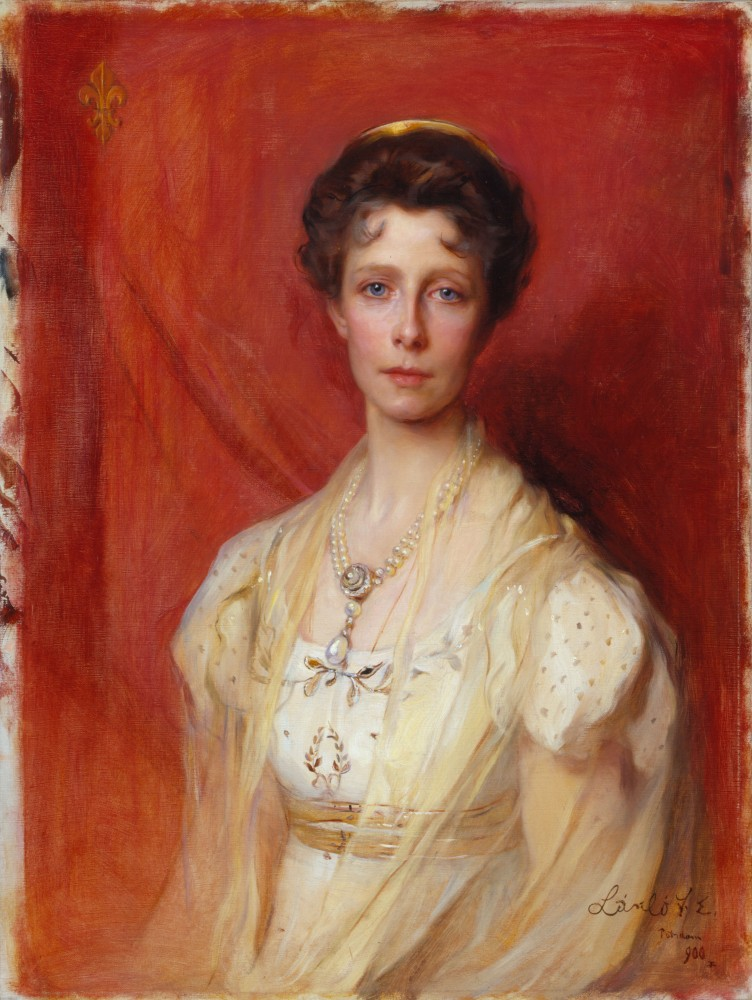
Марія Тереза на портреті Філіпа де Ласло, 1900

У віці 22 років вона взяла шлюб із 25-річним принцом Вільгельмом Гогенцоллерном-Зігмарінгеном, старшим сином Леопольда Гогенцоллерна. За кілька років перед цим наречений відмовився від прав на наслідування трону Румунії. Весілля відбулося 27 червня 1889 у Зігмарінгенському замку. На церемонії був присутнім імператор Німецької імперії Вільгельм II. Перший час пара жила на набережній Темпельхоф у Берліні, де Вільгельм служив командиром піхотних військ. У подружжя народилося троє дітей.
У червні 1905 Вільгельм став головою роду Гогенцоллернів-Зігмарингенів та успадкував титул князя Гогенцоллерна. Марія Тереза з дитинства страждала на хворобу спинного мозку. Загострення хвороби почалося також у 1905. Княгиня потребувала медичного догляду та теплого клімату, оскільки повітря Зігмарингену було несприятливим для її здоров'я, до того ж у замок було важко добиратися через його знаходження на скелі. Фактично, з того часу вона жила на курортах у Тельці влітку та у Каннах взимку, супроводжувана своєю матір'ю. Родина навідувала її на свята.
Померла Марія Тереза Гогенцоллерн у Каннах 1 березня 1909 після важкого запалення легень. Похована у крипті церкви Спасителя у Зігмарінгені.

## Нагороди
- Орден Луїзи (Королівство Пруссія);
- Орден Зіркового хреста (Австро-Угорщина).

## Титули
- 15 січня 1867—27 червня 1889 — Її Королівська Високість Принцеса Марія Тереза Бурбон-Сицилійська;
- 27 червня 1889—8 червня 1905 — Її Королівська Високість Спадкоємна Княгиня Гогенцоллерн, Принцеса Бурбон-Сицилійська;
- 8 червня 1905—1 березня 1909 — Її Королівська Високість Княгиня Гогенцоллерн, Принцеса Бурбон-Сицилійська.

## Родина
Чоловік — Вільгельм Гогенцоллерн
Дітиː
- Августа Вікторія (1890—1966) — дружина останнього короля Португалії Мануела II, а після його смерті — графа Роберта Дугласа, дітей не мала;
- Фрідріх (1891—1965) — титулярний князь Гогенцоллерна-Зігмарінгена у 1927—1965 роках, був одружений із принцесою Маргаритою Каролою Саксонською, мав семеро дітей;
- Франц Йозеф (1891—1964) — принц фон Гогенцоллерн-Емден, контр-адмірал румунського воєнно-морського флоту, був одружений із принцесою Марією Алікс Саксонською, мав четверо дітей.